# 久成院 (世田谷区)
久成院（くじょういん）は、東京都世田谷区にある天台宗の寺院。

## 歴史
江戸時代初期、良尊法師（1681年寂）によって開山された。観音寺の末寺として創建された。当時、この地の天台宗寺院は深大寺を本寺としており、当寺は深大寺の末寺の末寺にあたる。
本尊は阿弥陀如来である。かつては双盤念仏（「双盤」という鉦を打ち鳴らしながら念仏を唱えること）が行われていたが、現在は3月15日に念仏講による大数珠を回しながらの念仏が行われている。
墓地には、日本のボーイスカウト運動の先駆者の小柴博の墓がある。

## 交通アクセス
- 小田急小田原線千歳船橋駅より徒歩13分。
- 成城学園前駅または用賀駅よりバス(東急バス渋24等12系統)「宇山」または千歳船橋駅よりバス(東急バス)園01系統「三本杉」下車